# José Velázquez
José Velázquez y Sánchez, que usó el pseudónimo de Clarencio (Cádiz, 19 de marzo de 1826 - Filipinas, 1879), periodista, dramaturgo, historiador y escritor español del Posromanticismo.

## Biografía
Aunque nació en Cádiz, su familia se trasladó a los pocos meses a Sevilla, donde permanecerá casi todo el resto de su vida. Se licenció en Filosofía y Letras y Jurisprudencia, pero le atrajo más el periodismo, la literatura y la historia, involucrándose activamente en todas las empresas culturales de esos años y leyendo atentamente las obras de Félix José Reinoso, Alberto Lista y Blanco White; fue tan activo periodísticamente hablando que Luis Montoto llegó a llamarle "el primero de los periodistas sevillanos"; el mismo Velázquez afirmó que había trabajado en más de cien periódicos, de los cuales la mayoría nació por iniciativa suya. También anduvo empleado como archivero del Ayuntamiento de Sevilla entre abril de 1859 y febrero de 1869, que entonces se hallaba en un completo desorden, organizando numerosas secciones de sus legajos y, gracias a ello, pudiendo acceder a numerosos documentos para sus trabajos históricos; tal vez por esto, y porque intervino en casi todas las publicaciones de Sevilla de su tiempo, fue nombrado cronista oficial de la ciudad (1861-1869), aunque fue destituido del cargo seguramente por su claro apoyo al Duque de Montpensier. En efecto, fue condecorado por Isabel II con la Orden de Carlos III en 1864, nombrado jefe honorario de la administración civil en 1865 y en 1868 le concedieron la Encomienda de Isabel II. En 1865 consiguió sobrevivir al cólera que contrajo en la epidemia de ese año, y de su interés por esta plaga nació un trabajo sobre la historia epidemiológica de la ciudad. Tras ser repuesto honoríficamente en sus cargos, en 1874 pasó a residir en Madrid, donde consiguió un cargo en la Biblioteca del Ministerio de Ultramar. En Madrid se atrajo la enemistad de un hombre muy influyente, por lo que se vio obligado a emigrar a las Islas Filipinas. Allí desempeñó un cargo de juez o alcalde mayor en algún pueblo, y en un día a principios de 1879 en que había invitado a un banquete a varios conocidos, puso fin a su vida con un disparo de revólver.
Como historiador fue de metodología positivista, muy amante por tando del documento y del dato preciso. Como escritor cultivó todos los géneros, principalmente el teatro (incluidos la zarzuela y el teatro musical), luego la narrativa y por último la lírica, en la que destacó como poeta festivo, ingenioso y mordaz, "autor de bellísimas poesías y canciones, tales cual La Cigarrera", en palabras de Mario Méndez Bejarano. Escribió una biografía del famoso Cagliostro y cultivó con especial afán la crítica taurina, a la que consagró algunas obras de mayor envergadura. Colaboró en El Sevillano entre 1839 y 1840, y luego en El Centinela de Andalucía (1843-1844); a principios de 1847 entró como redactor del Diario de Sevilla de Comercio, Artes y Literatura (1829-1856). También colaboró en los periódicos sevillanos El Porvenir, El Anunciador Sevillano (1857), La Andalucía y La Revolución Española (1868). Colaboró en la Revista de Ciencias, Literatura y Artes; en la Revista Sevillana (1872-1873) y El Gran Mundo (1873-1876). Dirigió o colaboró en las Epístolas del Tío Lamprea (1848), Don Clarencio (1855), La España Literaria (1862-1864) y La Buena Idea (1867). 
Sus trabajos como archivero fueron en su tiempo muy alabados pero en la actualidad están siendo muy criticados, pues se precipitó con frecuencia, dejó legajos sin mirar en los que posteriormente se encontraron valiosos documentos y cometió varios errores sensibles, en especial en su absoluto deprecio y omisión de los papeles del Cabildo de Jurados.

## Obras

### Dramáticas
- Los desconocidos, comedia en tres actos y en verso. Sevilla, Librería española y extrangera, 1867.
- El arcabuz del rey; cuadro dramático Madrid, José Rodríguez, 1875.
- Regalitos : comedia en un acto y en verso Madrid : Rodríguez, 1876.
- Tormenta: cuadro cómico-lírico Madrid : J. Rodríguez, 1875.
- Una noche borrascosa: cuadro cómico Madrid: Estab. tip. de M. Martínez, 1874.
- Deuda sagrada; continuación de El café de Rosalía. Paso cómico-lírico en un cuadro [Sevilla, 1867?]
- El secreto : comedia en un acto y en verso Madrid: Impr. de J. Rodríguez, 187
- Estrella: comedia en un acto y en verso Madrid: Impr. de J. Rodríguez, 1874
- El duende en palacio: cuadro dramático Madrid: Impr. de J. Rodríguez, 1875.
- El café de Rosalía: continuación del Ultimo wals: paso cómico-lírico en un cuadro música de Manuel Rodríguez, compositor, Sevilla: Impr. de J.M. Geofrin, 1866.
- Una noche de trueno: paso cómico-lírico en un cuadro, música de Manuel Rodríguez Sevilla: Impr. de J.M. Geofrin, 1866.
- El agua de San Francisco: tradición sevillana en un cuadro y en verso Madrid [u. a.]: Cuesta [u. a.], 1868.
- Rosalía: comedia en tres cuadros y en verso Sevilla: F. Álvarez [impresores], 1867.
- El rondador de Sevilla: tradición histórica en un acto Madrid: Estab. tip. de Manuel Martínez, 1874.
- Argentina : poema dramático Madrid : Impr. de J. Rodríguez, 1874.
- La dama blanca : comedia en un acto y en verso Madrid: Impr. de J. Rodríguez, 1875.
- El duende del taller: cuadro histórico Sevilla: F. Álvarez, [impresores], 1868.
- Deuda de sangre: cuadro dramático Madrid: R. Velasco impresor: Sociedad de Autores Españoles, 1918.
- El archivista: comedia en un acto y en verso Madrid: Impr. de J. Rodríguez, 1875.
- Dios aprieta ... Proverbio en un acto y en verso. Madrid, José Rodríguez, 1877.
- El cura de Fuenlabrada : comedia en un acto y en verso Madrid : Impr. de J. Rodríguez, 1875
- El diluvio: cuadro cómico original, en un acto y en verso Madrid : Impr. de J. Rodríguez, 1874.
- El último Wals: paso cómico-lírico en un cuadro música de Manuel Rodríguez, Sevilla: J. M. Geofrin, 1866.
- La venta de Guadiana: continuación de Déuda de sangre, cuadro dramático en un acto, Madrid Administración Lírico-Dramática 1874.
- Debajo de Mala Capa se encuentra un buen bebedor: comedia en un acto y en verso Sevilla: Gutiérrez de Alba, 1847.
- La cigarra y la hormiga: fábula cómica en dos actos y en verso Madrid: Rodríguez, 1877.
- Cría cuervos: proverbio cómico-lírico en un cuadro Sevilla: Imprenta y Librería de D. J. M. Geofrín, 1866.
- El bergantin Rayo: zarzuela en dos actos y en verso... [Sevilla: Francisco Álvarez y Ca., 1867]
- Un concurso de acreedores: paso cómico-lírico en un cuadro [Sevilla: J. M. Geofrín, 1866]
- Dos días de redacción ó El editor responsable. Madrid, Aguirre y Cía, 1850.
- Zurbano o Una mancha más en la historia de los partidos Sevilla: [s.n.], 1845 (imprenta de José Herrera Dávila y Compañía)

### Historia
- Anales epidémicos. Reseña histórica de las enfermedades contagiosas en Sevilla desde la reconquista cristiana hasta de presente Sevilla: José María Geofrin, 1866.
- La cruz del rodeo; estudio histórico. Sevilla: Imprenta y litografía librera española y extranjera de d. J. M. Geofrin, 1864.
- Crónica regia: viaje de la corte a Sevilla en 1862... Sevilla, Geofrin, 1863.
- El Archivo Municipal de Sevilla: historia, estado y primeras faenas de su arreglo, situación actual, y proyecto de ordenación definitiva; memoria, Sevilla: José M. Geofrin, 1864.
- Archivo Municipal de Sevilla, archivo general.... Sevilla, La Andalucía, 1859-61.
- Anales de Sevilla (edición oficial), reseña histórica de los sucesos políticos, hechos notables y particulares intereses de la tercera capital de la monarquiía, metrópoli andaluza, de 1800 á 1850 Sevilla: hijos de Fé, 1872, reimpreso por el Ayuntamiento de Sevilla en 1994.
- Bosquejo histórico: pajinas de la revolución española, periodo desde 1800 á 1840 Sevilla: Juan Moyano, 1856.
- Glorias de Sevilla. Costumbres, caracteres, estilos, fiestas y espectáculos Sevilla: Santigosa, 1849. Reimpreso en Sevilla: ABC, Biblioteca Hispalense nº10, 2001.
- Aurora; leyenda gitana. Costumbres de esta raza singular desde que empezó a hacerse referencia de ella en las crónicas de 1400 Sevilla, Impr. y Litografía de la Novedades, 1866.
- Repertorio por orden alfabético de la segunda época constitucional de 1820 á 1823. Archivo Municipal de Sevilla. Archivo General. Seccíon Novena. Siglo XIX. [Sevilla, Impr. y Lit. de la Revista Mercantil, 1860]
- Diego Corriente rasgo histórico [S.l.] [s.n.] 1861
- La embajada japonesa en 1614: historia sevillana Sevilla: Impr. El Porvenir, 1862; reimpreso con estudio introductorio de Marcos Fernández Gómez con el título La embajada japonesa de 1614 a la ciudad de Sevilla, Sevilla, Ayto de Sevilla, 1991.
- La embajada marroquí en 1766 [S.l.] [s.n.] 1861
- José Bálsamo, Conde de Cagliostro: historia de este célebre personaje, entresacada de todas las relaciones, memorias, folletos y apuntes de su peregrina existencia Madrid: Carlos Bailly-Bailliere, 1871.
- Índice de la Sección Especial del Archivo Municipal de Sevilla : que comprende los papeles y documentos, pertenecientes al Señor conde de Mejorada, Marques de la Peñuela, devueltos á la Municipalidad en 1780 su heredero y sucesor Don Luis Ortiz de Sandóval Chacón y Medina Sevilla: Librería Español y Extrangera, 1859.
- La revolución de julio: crónica política, Sevilla: Juan Moyano, 1854
- Bartolomé Esteban Murillo: estudio biografico Sevilla: Impr. y Lit. de El Porvenir, 1863.
- Insurrección militar en 1766: episódio sevillano, Sevilla: [s.n.], 1862 (Imprenta El Porvenir)
- El dean Bucareli: episodio sevillano Sevilla: [s.n.], 1862 (Imprenta El Porvenir)
- Un santo y un rey: episódio [sic] histórico Sevilla: [s.n.], 1862 (Imprenta El Porvenir)

### Tauromaquia
- Año tauromaquico de 1849: temporada primera [S.l.] [s.n.] 1850
- Colección completa de las cartas tauromáquicas que bajo el pseudónimo de D. Clarencio escribió D. J. Velazquez y Sánchez; precedidas de una rápida reseña de nuestras funciones taurinas, por Don Benito Más y Prat, reunidas y publicadas por D. José Guillermo Fernández. Sevilla, [¿1886?], 2 vols.
- Anales del toreo; reseña histórica de la lidi de reses bravas: galería biográfica de los principales lidiadores: razón de las primeras ganaderías españolas, sus condiciones y divisas. Sevilla: Delgado y compa., 1873; de ese mismo año hay una segunda edición ilustrada.
- Con Leopoldo Vázquez y Rodríguez, Apéndice á los Anales del toreo de José Velázquez y Sánchez: reseña histórica de la lidia de reses bravas, galería biográfica de los principales lidiadores: razón de las primeras ganaderías españolas, sus condiciones y divisas Madrid: Librería de Escribano y Echevarría, 1889

### Narrativa
- Cárlos Quinto; ó, Venganzas reales. Novela histórica Madrid, Ruiz de Morales, 1854.
- El brazo de Dios o Memorias del conde de Albornoz: historia-novela española [S.l.] [s.n.] 1848
- Libro de Cuentos blancos y negros, verdes y azules. Sevilla, 1871.
- La huérfana de Bruselas. Novela Madrid : Carlos Bailly-Bailliere, [1865]
- Historia sevillana. [Sevilla : Impr. de El Provenir, 1862]
- La Venganza de un plebeyo: crónica del siglo XVI Tena Hermanos, 1855

### Varios
- El cantor del pueblo, colección de leyendas, tradiciones y poesías. Sevilla, F. Lis, 1849.
- El caldero del diablo: ración de cuentos, chismes y bellaquerias, propinada á los estómagos fuertes Sevilla: Imp. y Lib. de Hijos de Fé, 1872